# Шолгина, Яна Станиславовна
Яна Станиславовна Шолгина (10 апреля 2003, Пермь) — российская футболистка, защитница клуба «Рубин». Выступала за сборную России.

## Биография
В 2013 поступила в академию «Звезды-2005». В начале 2021 года вместе с другими игроками «Звезды-2005» получила приглашение от тренера Ольги Васильевой перейти в новообразованный казанский клуб «Рубин», где впоследствии стала капитаном команды. В девятнадцатом туре сезона 2023 года, 3 сентября в игре против «Локомотива» вышла на поле в качестве вратаря с самого начала матча, когда из-за дефицита игроков «Рубин» вышел на поле всемером, и пропустила 6 мячей.
По состоянию на конец сезона 2024 года провела больше всех матчей за «Рубин» (93 матча в чемпионате + 6 матчей в кубке).
В период с 2018 по 2023 годы вызывалась во все три главные женские сборные России, первый матч за основную сборную провела 10 апреля 2023 года против сборной Белоруссии.